# Gare de Tenjinbashisuji 6-chome
La gare de Tenjimbashisuji 6-chome (天神橋筋六丁目駅, てんじんばしすじ ６－ちょうめ, Tenjimbashisuji Roku-chōme-eki) est une gare ferroviaire située dans l'arrondissement Kita-ku de la ville d'Osaka au Japon. La gare est gérée par la compagnie Hankyu et le métro d'Osaka.

## Situation ferroviaire
La gare de Tenjimbashisuji 6-chome est située au PK 8,5 de la ligne Tanimachi. Elle marque le début de la ligne Hankyu Senri et la fin de la ligne Sakaisuji (les deux lignes sont interconnectées).

## Historique
Ouverte en 1925, la gare de Tenjimbashisuji 6-chome a pris son nom actuel en 1969.
Le 8 avril 1970, une explosion de gaz dans la gare fait 79 morts et plusieurs blessés.

## Services aux voyageurs

### Accès et accueil
Gare souterraine, elle dispose d'une salle d'échange avec guichet.

### Desserte
- Lignes Hankyu Senri et Sakaisuji :
  - voie 1 : Ligne Sakaisuji pour Tengachaya
  - voie 2 : Ligne Hankyu Senri pour Kita-senri ou Kyoto-Kawaramachi
- Ligne Tanimachi :
  - voie 1 : direction Yaominami
  - voie 2 : direction Dainichi

### Gares/stations adjacentes
| << | <<                                  | << | Tenjinbashisuji 6-chōme | >> | >>                   | >> |
| -- | ----------------------------------- | -- | ----------------------- | -- | -------------------- | -- |
|    | Direction Dainichi                  |    | Métro Ligne Tanimachi   |    | Direction Yaominami  |    |
|    | Miyakojima                          |    | Tous trains             |    | Nakazakicho          |    |
|    |                                     |    | Tenjinbashisuji 6-chōme | >> | >>                   | >> |
|    | Terminus                            |    | Métro Ligne Sakaisuji   |    | Direction Tengachaya |    |
|    | continue vers la ligne Hankyu Senri |    | Tous trains             |    | Ōgimachi             |    |
|    |                                     |    | Tenjinbashisuji 6-chōme | >> | >>                   | >> |
|    | Terminus                            |    | Hankyu Ligne Senri      |    | Direction Kita-senri |    |
|    | continue vers la ligne Sakaisuji    |    | Semi-express            |    | Awaji                |    |
|    | continue vers la ligne Sakaisuji    |    | Local                   |    | Kunijima             |    |